# Tsehay Melaku
Tsehay Melaku (Adís Abeba, c. 1952) es una escritora etíope. Se la ha llamado la primera mujer novelista etíope contemporánea, parte de una ola de escritoras que ingresaron en la escena literaria a principios de la década de 1990.

## Biografía
Nació y creció en Adís Abeba, en una familia de 11 hijos. Su padre era sacerdote y también luchó contra la ocupación italiana de Etiopía. Murió repentinamente cuando ella estaba en la escuela secundaria, por lo que completó un breve programa de capacitación docente y obtuvo un trabajo como maestra para ayudar a mantener a su familia. Continuó trabajando como maestra de escuela secundaria durante más de dos décadas.
Durante su tiempo como maestra, también pasó diez años como voluntaria para Legedadi Radio, produciendo un programa sobre el empoderamiento de las mujeres.

### Trayectoria como escritora
Después de muchos años ejerciendo la enseñanza, se retiró para dedicarse a la escritura. Fue la primera de una nueva generación de mujeres que comenzó a poblar la escena literaria de Eritrea alrededor de 1990. Su obra está escrita en amárico.
Su primera novela, Qusa, se publicó en 1989. Fue un éxito, pero se endeudó con el lanzamiento de su novela posterior Anguz, que trataba sobre el Terror Rojo, porque se publicó en medio de la agitación posterior al final del régimen de Derg y no se vendió.
Continuó publicando novelas posteriores a lo largo de la década de 1990 y hasta la década de 2000, incluidas Bes Rahel en 1996, Em'minete en 2002 y Ye Petros Wazema en 2005. También comenzó a escribir poesía y lanzó la colección Yesimet Tikusat en 2002.
Su trabajo trata temas sociales y políticos, incluido el papel de la mujer en la sociedad, así como el legado del gobierno del Derg.
Con su carrera académica temprana truncada debido a la muerte de su padre, Tsehay regresó a la escuela cuando se jubiló y se graduó con un título en educación empresarial por la Universidad de Addis Abeba.
Trabajó anteriormente como presidenta de la Asociación de Escritoras Etíopes "Zema Beir". También ha estado involucrada con la Organización de Desarrollo y Cooperación de Gondar.

## Obras seleccionadas

### Novelas
- Qusa ("Venganza", 1989)
- Anguz ("Cicatriz", 1992)
- Bes Rahel ("Rahel la leprosa", 1996)
- Em'minete ("Madre superiora", 2002)
- Yeniseha Shengo ("Tribunal de confesión", 2004)
- Ye Petros Wazema ("Víspera de Petros ", 2005)

### Poesía
- Yesimet Tikusat ("La fiebre de la emoción", 2002)

## Vida personal
Su esposo, el general de brigada Tariku Ayne, fue asesinado por el régimen de Derg en 1987. Tiene dos hijas y dos nietos.